# Aponotoreas incompta
Aponotoreas incompta là một loài bướm đêm trong họ Geometridae.